# Neohormaphis muyiensis
Neohormaphis muyiensis är en insektsart. Neohormaphis muyiensis ingår i släktet Neohormaphis och familjen långrörsbladlöss. Inga underarter finns listade i Catalogue of Life.